# Berchtold Haller
Berchtold Haller (magyarosan Haller Bertalan (Aldingen, 1492 – Bern, 1536. február 25.) svájci reformátor.

## Életpályája
Pforzheimben járt iskolába, ahol összebarátkozott Philipp Melanchthonnal. 1510-től Kölnben teológiát tanult, majd előbb Rottweilben, majd 1513-ban Bernben tanított, ahol 1520-ban kórusvezető és vezető lelkipásztor lett.
1521-ben meglátogatta Ulrich Zwinglit Zürichben. Haller Zwingli barátja és tanácsadója lett; Zwinglivel élete végéig levelezett.
1526-ban Haller részt vett a svájci Badenben tartott dispután. Bern városa 1528. február 7-én tért át hivatalosan a református hitre.
Zwingli halála 1531-ben válságot okozott Bernben is. Az első berni szinóduson mintegy 200 lelkész vett részt – Heinrich Bullinger, Zwingli követője nem volt ott. A szinóduson Haller és Wolfgang Capito egyházkormányzati rendeletét fogadták el.
1532-ben Haller fődékán lett Bernben, egyben a berni református egyház vezetője. Közvetített Guillaume Farel és Heinrich Bullinger, más szóval a kálvini és a zürichi reformáció között.